# Драгоилски манастир
Драгоилският манастир „Света Троица“ е недействащ български православен манастир, разположен в планината Бурел в близост до границата между България и Сърбия и ГКПП Калотина.

## Разположение
Намира се на около 3,5 км северозападно от село Драгоил и на около 3 км югоизточно от село Ново бърдо в местността „Манастирище“. До манастира може да се достигне и от двете села, като се тръгне по асфалтовия път, който ги свързва, и приблизително по средата по пътя се поеме по черен път, спускащ се в дол по северния склон на връх Видим (965 м) сред вековна широколистна гора. Пътят е достъпен за високопроходими автомобили или пешеходно. Манастирът е на 600 метра надолу по тази отбивка на денивелация около 70 метра под асфалтовия път.
В настоящия си вид вдясно от сградата на църквата е издигната камбанария, а на две места в двора са оформени навеси с трапезарни маси и пейки.

## История
Няма запазени документи и свидетелства за възникването и ранната история на манастира, а наличните останки не са достатъчни за точно датиране. Построената в края на XX век сграда на параклиса „Света Троица“ е точно копие на изгорял до основи през 1960 г. по-стар храм, който на свой ред вероятно е бил издигнат върху останките от голяма средновековна църква или жилищна сграда.
От сондажни проучвания на югозападния ъгъл на стария храм (който понастоящем лежи извън съвременната постройка, в основата на съвременната камбанария) се съди, че е бил монументален градеж по големите каменни квадри, някои от които с размери 1,20 х 0,50 х 0,40 метра. Руини от вкопана в земята апсида от ломен камък са открити на източната стена. Манастирът е бил ограден с каменен зид с дебелина 0,60 метра, който е частично запазен.
На мястото има оброчен кръст на Свети Дух в корените на вековно дърво. Кръстът е равнораменен с по един букел на страничните рамене. На предното (източно) лице на кръста е изсечен кръст с рамене, които завършват кръстовидно. В центъра на изсечения кръст е изсечена розета, а в основата – антропоморфно мъжко изображение. На гърба на кръста е врязан семпъл кръст с кръг в средата и изсечени надписи ТСЪ / НИ / КО / ЛИЛА / 1835 / 4886. 
- Оброчният кръст
- Интериорът н църквата
- Храмовата икона
- Камбанарията
- Манастирският двор